# عجم اسیر علی
عجم اسیر علی یک معمار عثمانی ایرانی‌الاصل بود. او از ۱۵۱۹ تا ۱۵۳۹ میلادی معمار اصلی امپراتوری سلیم یکم و سپس سلیمان یکم بود.
در مورد معمار علی تبریزی دو فرضیه مطرح شده است. فرضیه اول این است که پس از پیروزی عثمانیها در جنگ چالدران (920ق / 1514م) و تسخیر شهر تبریز، سلطان سلیم بسیاری از هنرمندان و نخبگان آذربایجانی را بالاجبار به امپراطوری عثمانی مهاجرت داد. یکی از این هنرمندان "معمار علی تبریزی" بود که در دولت صفوی با عنوان "خواجه پیرعلی، ناظر استادان" شناخته می شد و پس از ورود به عثمانی با لقب "عجم علیسی" معروف شد. بخش اول کتاب که مربوط به زندگی معمار علی تبریزی است بر اساس همین فرضیه استوار می باشد. فرضیه دوم نیز این است که معمار عجم علیسی قبل از جنگ چالدران و در زمان سلطان بایزید دوم، حدودا از سال 1503م در امپراطوری عثمانی فعالیتهای معماری انجام داده است. معمار علی اولین سرمعمار شناخته شده در امپراطوری عثمانی و همچنین استاد معمار سنان (بزرگترین معمار جهان اسلام) بوده است.
معمار علی اصول کلاسیک معماری عثمانی و معماری آذربایجان را با یکدیگر ترکیب کرد و در ساخت آثارش استفاده نمود که به نام "پلان جمعی" نامیده شد و به فراوانی مورد استفاده قرار گرفت. همین روش با اضافه کردن مواردی توسط معمار سنان به کار گرفته شد که به دلیل نزدیکی سبک معمار علی و معمار سنان، منتقدان و تاریخ نویسان در تفکیک برخی آثار این دو معمار دچار مشکل شده و بعضا آثار معمار علی را در زمره آثار معمار سنان قرار داده اند. از جمله این آثار کاخ ابراهیم پاشا در استانبول و مجموعه چوبان مصطفی پاشا در گبزه می باشد.

امروزه بیش از 20 اثر از معمار علی در کشورهای ترکیه، بوسنی و بلغارستان به یادگار مانده است. معمار علی در تابستان سال 1539م وفات کرده و مزارش در روبروی محراب مسجدی که با هزینه خود در استانبول بنا شده، دفن گردیده است.